# Peter Engel (Tischtennisspieler)
Peter Engel (* 13. Januar 1954 in Neukirchen-Vluyn) ist ein deutscher Tischtennisspieler und -trainer. Er war Deutscher Meister im Einzel und im Doppel.

## Nationale Erfolge
1966 trat Peter Engel dem Verein VfB Homberg bei. Hier spielte er zunächst als Torwart Fußball, nach einem Jahr wechselte er in die Tischtennisabteilung. Bereits bei Jugendturnieren war Peter Engel erfolgreich. So siegte er 1971 bei der Westdeutschen Jugendmeisterschaft und 1973 bei den Internationalen Deutschen Meisterschaften mit dem deutschen Team. 1975 gewann er das Bundesranglistenturnier TOP-12.
Bei den Herren gewann Engel 1978 in Lübeck zusammen mit Jochen Leiß die deutsche Meisterschaft im Doppel. In Hannover wurde er 1984 auch im Einzel Deutscher Meister. Zwischen 1974 und 1984 belegte er sechsmal im Doppel Platz 3. 1976 verlor er im Mixed mit Ursula Hirschmüller das Endspiel.
1975 gewann er das Bundesranglistenturnier vor Peter Stellwag. Mehrfach wurde er deutscher Mannschaftsmeister: 1977 mit SSV Reutlingen 05, 1983, 1984, 1985 und 1989 mit ATSV Saarbrücken. Den Deutschen Mannschaftspokal holte er 1972 mit dem Meidericher TTC, 1977, 1980 und 1981 mit Reutlingen, sowie 1985, 1986 und 1989 mit Saarbrücken.

## Internationale Erfolge
Zwischen 1975 und 1983 bestritt Engel 40 Länderspiele. Bei der Weltmeisterschaft 1975 wurde er mit dem deutschen Team Achter, bei der WM 1977 erreichte man Platz 5. Dreimal nahm Engel an einer Europameisterschaft teil (1976, 1978, 1982). Dabei erreichte er 1976 das Viertelfinale im Doppel. Enttäuscht darüber, dass er für die WM 1983 nicht nominiert wurde, zog er sich aus dem Nationalkader zurück.
Den Europapokal der Landesmeister gewann er 1986 mit Saarbrücken, 1987 und 1990 wurde die Mannschaft hier Zweiter. Im ETTU-Nancy-Evans-Cup (früher Messestädte-Pokal) siegte er 1980 mit Reutlingen, 1982 und 1989 mit Saarbrücken.

## Trainerlaufbahn
Ab 1990 arbeitete Engel als Tischtennistrainer. Zunächst trainierte er die Mannschaft von ATSV Saarbrücken, seit 1993 die von Spvg Steinhagen. Von 1994 bis 1999 war er Nationaltrainer der Niederlande, nach 1999 leitete er ein Tischtennisleistungszentrum in Barcelona. 2004 übernahm er zusätzlich den Posten des Co-Trainers von TTC Frickenhausen. Wegen der Wirtschaftskrise in Spanien musste er 2011 den Job in Barcelona aufgeben. Von 2013 bis arbeitete er als ausländischer Experte (foreign expert) in Indien. Anfang 2015 wurde er beim Hessischen Tischtennisverband als Nachfolger von Helmut Hampl Trainer. Seit Juli 2020 ist er luxemburgischer Nationaltrainer.

## Privat
Engel war von Ende 1988 bis zu ihrem Tod im Oktober 2018 verheiratet mit der mehrfachen ungarischen TT-Europameisterin Judit Magos und hat eine Tochter namens Stefanie.

## Vereine
- 1966–1970: VfB Homberg – TB Rheinhausen – TTF Neukirchen
- 1970–1976: Meidericher TTC 47
- 1976–1981: SSV Reutlingen 05
- 1981–1992: ATSV Saarbrücken

## Turnierergebnisse
| Verband | Veranstaltung       | Jahr | Ort        | Land | Einzel     | Doppel        | Mixed     | Team |
| ------- | ------------------- | ---- | ---------- | ---- | ---------- | ------------- | --------- | ---- |
| FRG     | Europameisterschaft | 1976 | Prag       | TCH  |            | Viertelfinale |           |      |
| FRG     | Weltmeisterschaft   | 1977 | Birmingham | ENG  | letzte 64  | letzte 64     | Qual      | 5    |
| FRG     | Weltmeisterschaft   | 1975 | Calcutta   | IND  | letzte 128 | letzte 64     | letzte 32 | 8    |